# Everything (Mr.Children의 음반)
《Everything》은 1992년 5월 10일에 발매된 Mr.Children의 첫 번째 정규 음반이자 데뷔 음반이다. 1992년 8월 21일에 수록곡 〈기미가 이타 나츠〉가 싱글로 발매됐다.

## 수록곡
1. 〈Lord I Miss You〉 (ロード・アイ・ミス・ユー)
2. 〈Mr.Shining Moon〉
3. 〈기미가 이타 나츠〉 (君がいた夏 네가 있던 여름[*])
4. 〈카제 ~The wind knows how I feel~〉 (風 〜The wind knows how I feel〜)
5. 〈다메이키노 니치요비〉 (ためいきの日曜日)
6. 〈도모다치노 마마데〉 (友達のままで 친구인 채로[*])
7. 〈Children's World〉